# Habenaria ruizii
Habenaria ruizii är en orkidéart som beskrevs av Roberto González Tamayo. Habenaria ruizii ingår i släktet Habenaria och familjen orkidéer. Inga underarter finns listade i Catalogue of Life.